# Prix Dickson
Les Prix Dickson en médecine et en sciences ont été créés en 1969 par Joseph Dickson et Agnes Dickson :
- Prix Dickson en médecine décerné par l'université de Pittsburgh
- Prix Dickson en sciences décerné par l'université Carnegie-Mellon